# لاستیک‌های فرمول یک

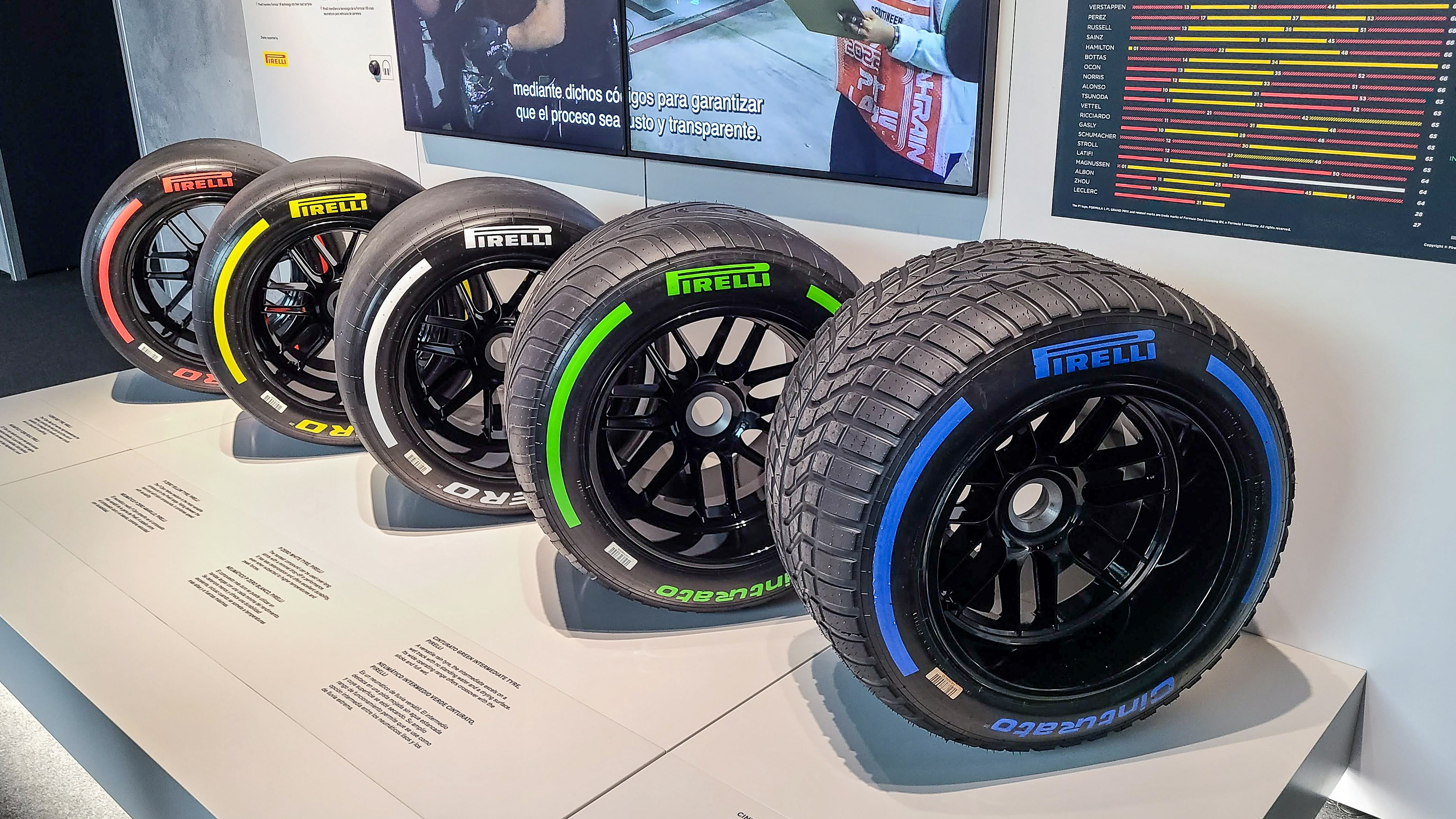
تایرهای فرمول یک پیرلی ۲۰۲۳

لاستیک‌های فرمول یک لاستیک‌هایی ساخته شده با فرمول محرمانه هستند که در مجموعه مسابقات فرمول یک استفاده می‌شوند. این تایرها دوام بالایی در برابر شتاب گرانشی و شرایط سخت مسابقه‌ای دارند اما عمر کوتاهشان مانع از استفاده طولانی مدت از آن‌ها می‌شود.
لاستیک‌های فرمول یک نقش بسزایی در عملکرد خودروی فرمول یک دارند و انتخاب نوع صحیح تایر می‌تواند نتیجه مسابقه را تغییر دهد. تعویض هر چهار لاستیک معمولا کمتر از ۳ ثانیه طول می‌کشد و رکورد آن هم اکنون در دست تیم مک‌لارن با سرعت ۱/۸ ثانیه است. لاستیک‌های فرمول یک با تولیدکنندگان و مشخصات مختلفی که در این ورزش به کار رفته‌اند، تغییرات عمده ای داشته‌اند.

## طراحی و استفاده
لاستیک‌های فرمول یک نرم‌تر از لاستیک‌های معمولی‌اند و برای شرایط مسابقه، با هدف افزایش سرعت و چسبندگی طراحی می‌شوند. در طول مسابقه، تیم‌ها با توجه به استراتژی، میزان رطوبت پیست و شرایط خودرو یکی از انواع تایرهای دردسترس را انتخاب می‌کنند. تنها لاستیک‎‌های مخصوص شرایط بارانی دارای عاج می‌باشند و لاستیک‌های نرم، متوسط و سفت صاف هستند.

### انواع لاستیک فرمول یک
نرم یا سافت با حاشیه قرمز رنگ
- این لاستیک‌ها سریع‌ترین نوع لاستیک هستند اما عمر کمتری دارند.

متوسط یا میدیوم با حاشیه زرد رنگ
- این نوع لاستیک از نظر سرعت و دوام بین دو گزینه دیگر قرار می‌گیرند.

سفت یا هارد با حاشیه سفید
- لاستیک‌های سفت کندتر هستند اما می‌توان از آن‌ها برای مسافت‌های طولانی‌تری استفاده کرد.

اینترمیدیئت با حاشیه سبز
- مخصوص پیست خیس و باران ملایم. این نوع تایر عاج‌دار است.

تایر بارانی یا وت با حاشیه آبی
- برای باران شدید و پیست بسیار خیس. این نوع تایر عاج‌دار است.

#### سختی لاستیک‌ها
سختی لاستیک‌ها در شش سطح از «سی صفر» تا «سی ۵» بوده و قبل از مسابقه، پیرلی مشخص می‌کند که هر ترکیب لاستیک در چه سطحی قرار دارد. دلیل تغییر سختی بین هر مسابقه، تفاوت بین پیست‌ها و دمای هواست.
| شماره  | اطلاعات ترکیب | اطلاعات ترکیب           | اطلاعات ترکیب           | اطلاعات ترکیب           | اطلاعات ترکیب           | اطلاعات ترکیب           | عاج   | شرایط         | سرعت            | چسبندگی            | دوام             |
| ------ | ------------- | ----------------------- | ----------------------- | ----------------------- | ----------------------- | ----------------------- | ----- | ------------- | --------------- | ------------------ | ---------------- |
| سی‌صفر  |               | سفت (هارد) سفید         |                         |                         |                         |                         | ندارد | خشک           | ۶ - کندترین     | ۶ - کم‌ترین چسبندگی | ۱ - بیشترین دوام |
| سی۱    |               | سفت (هارد) سفید         | متوسط (مدیوم) زرد       |                         |                         | ۵                       | ندارد | خشک           | ۵               | ۲                  |                  |
| سی۲    |               | سفت (هارد) سفید         | متوسط (مدیوم) زرد       | نرم (سافت) قرمز         | ۴                       | ۴                       | ندارد | خشک           | ۳               |                    |                  |
| سی۳    | ۳             | سفت (هارد) سفید         | متوسط (مدیوم) زرد       | نرم (سافت) قرمز         | ۳                       | ۴                       | ندارد | خشک           |                 |                    |                  |
| سی۴    |               |                         | متوسط (مدیوم) زرد       | نرم (سافت) قرمز         | ۲                       | ۲                       | ندارد | خشک           | ۵               |                    |                  |
| سی۵    |               |                         |                         |                         | ۱ - سریع‌ترین            | ۱ - بیشترین چسبندگی     | ندارد | خشک           | ۶ - کمترین دوام |                    |                  |
|        |               |                         |                         |                         |                         |                         |       |               |                 |                    |                  |
| --     |               | اینترمیدیئت (میانی) سبز | اینترمیدیئت (میانی) سبز | اینترمیدیئت (میانی) سبز | اینترمیدیئت (میانی) سبز | اینترمیدیئت (میانی) سبز | دارد  | بارانی (سبک)  |                 |                    |                  |
| --     |               | خیس (وت) آبی            | خیس (وت) آبی            | خیس (وت) آبی            | خیس (وت) آبی            | خیس (وت) آبی            | دارد  | بارانی (شدید) |                 |                    |                  |
| منابع: |               |                         |                         |                         |                         |                         |       |               |                 |                    |                  |

## تاریخچه
در طی دهه‌های ۱۹۵۰ و ۱۹۶۰، تایرهای فرمول یک توسط دانلوپ تایرز، فایرستون، کونتیننتال آگ و گودیر تایر تأمین می‌شدند. در سال ۱۹۵۸، دانلوپ تایرز لاستیک مسابقه ای R5 خود را معرفی کرد. در طی دهه ۱۹۶۰، دانلوپ تایرز پوسته‌های نایلونی بهبود یافته، نسبت ابعاد کاهش یافته، عرض لاستیک را به میزان قابل توجهی افزایش داد.

### تغییر نام لاستیک‌ها

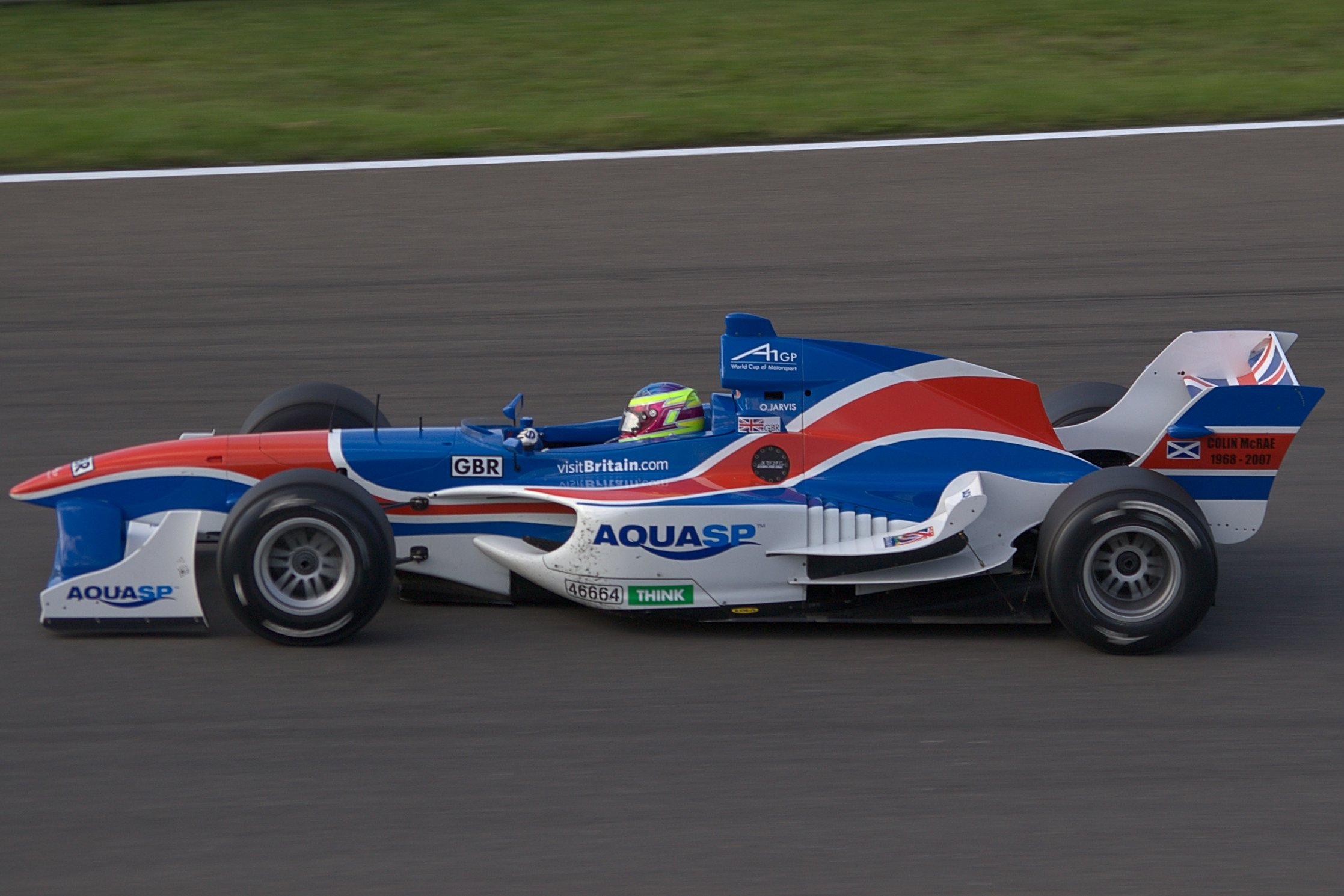
نمایی از یک خودروی فرمول یک، ۲۰۰۷

در ۲۰۱۹ پیرلی دامنه تایر را از هفت به پنج ترکیب هوا خشک کاهش داد، آنها همچنین سیستم نامگذاری تایر را از بین بردند به گونه ای که تایرها در هر جایزه بزرگ به‌طور مستقل به عنوان سخت، متوسط و نرم با دیواره‌های جانبی سفید، زرد و قرمز مشخص می‌شوند به جای داشتن نام و رنگ جداگانه برای هر پنج تایر. این تغییر برای اینکه طرفداران معمولی بتوانند سیستم لاستیک را بهتر درک کنند، اجرا شد.
| سال ۲۰۱۸   |               | سال ۲۰۱۹          | سال ۲۰۱۹      | سال ۲۰۱۹          | سال ۲۰۱۹ |
| ---------- | ------------- | ----------------- | ------------- | ----------------- | -------- |
| سوپر هارد  | C1 هارد (سفت) | C2 میدیوم (متوسط) | C3 سافت (نرم) | گروه سفت          |          |
| هارد       | C1 هارد (سفت) | C2 میدیوم (متوسط) | C3 سافت (نرم) | گروه سفت          |          |
| میدیوم     | C2            | C3                | C4            | گروه نیمه نرم-سفت |          |
| سافت       | C2            | C3                | C4            | گروه نیمه نرم-سفت |          |
| سوپر سافت  | C3            | C4                | C5            | گروه نرم          |          |
| الترا سافت | C3            | C4                | C5            | گروه نرم          |          |
| هایپر سافت |               |                   |               |                   |          |

## تولیدکنندگان
از سال ۲۰۱۱ به بعد، تولیدکننده ایتالیایی پیرلی تنها تأمین کننده تایر فرمول یک است.
- آون
- بریجستون
- قاره
- دانلوپ
- انگلبرت
- سنگ آتش
- سال خوب
- میشلن